# Улица Айвазовского (Томск)
Улица Айвазо́вского — улица в Октябрьском районе города Томска, в южной половине субрайона «Спичфабрика».

## Наименование
Улица была названа решением Томского горисполкома от 25 марта 1956 года — в честь Ивана Константиновича Айвазовского, русского художника-мариниста, жившего в 1817—1900 годах. В то время происходило формирование генплана развития северной части города и уже начала формироваться новая улица близ рабочего посёлка «Спичфабрика».

## Общие сведения
Формально начинается от улицы Ракетной (реально — от Энергетической) в микрорайоне-новостройке (с 1980-х), заканчивается в старинной части субрайона пересечением с улицей Парковой.
Общая длина проезжей части улицы (от ул. Энергетической до ул. Парковой) составляет около 1370 метров.
Почтовый индекс и почтовое отделение: индекс 634015, который соответствует 15-му отделению Почты России по городу Томску. Это отделение почты (см. на снимке) расположено прямо здесь же — в здании «ул. Айвазовского, 29» (формальный адрес почты в этом же здании: «ул. Междугородная, 28»).

## Транспорт
Ближайшие к улице Айвазовского остановки автобусов городских пассажироперевозок:
- на улице Мичурина — ост. «Улица Энергетическая» (близ предприятия «Чермет»), ост. «Светофор на ул. Мичурина» (близ улицы улицы Междугородней): здесь проходит маршрут автобуса № 26;
- на улице Парковая — ост. «Вторые Сенные [склады]» (близ улицы (близ улицы улицы Междугородней),  ост. «Улица Междугородная» (на самом деле — близ улицы Иртышской), ост. «Посёлок Спичфабрика» (место у перекрёстка улиц Айвазовского и Парковой): здесь проходит маршрут автобуса № 29.